# 馮子式
馮子式（?—?），贵州鎮遠人，清朝政治人物，同進士出身。
乾隆七年（1742年）壬戌科進士，三甲一百九十八名，后事不詳。